# Гелебедин
Гелебедин (азерб. Gələbədin) — село в Гелебединском административно-территориальном округе Агдажбединского района Азербайджана.

## Этимология
Есть несколько вариантов происхождения топонима. По первой версии топоним происходит от азербайджанского слова гала (с азерб. — «крепость») и арабского слова бадия (степь), то есть крепость в степи. По второй версии топоним происходит от арабских слов кял (земли, оставленные для отдыха) и бадия (степь). По третьей же версии название села происходит от азербайджанских слов гялябя (с азерб. — «стойло, коровник, овчарня») и дин (с азерб. — «впадина, пастбище», то есть — пастбище со стойлом для скота).

## История
Село Келабедин в 1913 году согласно административно-территориальному делению Елизаветпольской губернии относилось к Келабединскому сельскому обществу Шушинского уезда.
В 1926 году согласно административно-территориальному делению Азербайджанской ССР село относилось к дайре Агдам Агдамского уезда.
После реформы административного деления и упразднения уездов в 1929 году был образован Сарыджалинский сельсовет в Агджабединском районе Азербайджанской ССР.
Согласно административному делению 1961 года село Гелебедин входило в Сарыджалинский сельсовет Агджабединского района Азербайджанской ССР В 1970-х годах село получило свой сельсовет.
В 1999 году в Азербайджане была проведена административная реформа и внутри Гелебединского административно-территориального округа был учрежден Гелебединский муниципалитет Агджабединского района.

## География
Гелебедин расположен в Карабахской степи, на берегу Верхне-Карабахского канала.
Село находится в 23 км от райцентра Агджабеди и в 301 км от Баку. Ближайшая железнодорожная станция — Агдам (действующая — Халадж).
Село находится на высоте 55 метров над уровнем моря.

## Население
| Численность населения | Численность населения | Численность населения | Численность населения |
| 1886                  | 1984                  | 1999                  | 2009                  |
| --------------------- | --------------------- | --------------------- | --------------------- |
| 62                    | ↗700                  | ↗1161                 | ↗1280                 |

В 1886 году в селе проживало 62 человека, в основном — азербайджанцы (в источнике - "татары"), по вероисповеданию — мусульмане-шииты.
Согласно Кавказскому календарю на 1910 г., население села к 1908 г. составляло 107 человек, в основном азербайджанцев указанных "татарами". В 1911 году указано 76 жителей.
Население преимущественно занимается хлопководством, животноводством и выращиванием зерновых.

## Климат
| Показатель                                                                                                  | Янв. | Фев. | Март | Апр. | Май  | Июнь | Июль | Авг. | Сен. | Окт. | Нояб. | Дек. | Год  |
| --- | ---- | ---- | ---- | ---- | ---- | ---- | ---- | ---- | ---- | ---- | ----- | ---- | ---- |
| Средний суточный максимум, °C                                                                               | 6,6  | 7,8  | 11,6 | 19,3 | 24,2 | 28,7 | 32,2 | 31,4 | 26,8 | 20,8 | 14,0  | 8,8  | 19,4 |
| Средняя температура, °C                                                                                     | 2,8  | 3,9  | 7,3  | 13,9 | 18,8 | 23,2 | 26,4 | 25,5 | 21,5 | 16,0 | 10,0  | 5,0  | 14,5 |
| Средний суточный минимум, °C                                                                                | −1   | 0,0  | 3,0  | 8,6  | 13,4 | 17,8 | 20,7 | 19,6 | 16,3 | 11,3 | 6,0   | 1,2  | 9,7  |
| Норма осадков, мм                                                                                           | 20   | 25   | 30   | 42   | 53   | 43   | 18   | 20   | 23   | 45   | 28    | 28   | 375  |
| Источник: https://en.climate-data.org/asia/azerbaijan/agcab%C9%99di-rayonu/q%C9%99l%C9%99b%C9%99din-954775/ |      |      |      |      |      |      |      |      |      |      |       |      |      |

Среднегодовая температура воздуха в селе составляет +14,5 °C. В селе полупустынный климат.

## Инфраструктура
В селе расположены почтовое отделение, средняя школа, дом культуры, медицинский пункт.